# یواس‌اس کرمانشاه (آی‌دی-۱۴۷۳)
یواس‌اس(آی‌دی-۱۴۷۳) (به انگلیسی: USS Kermanshah (ID-1473)) یک کشتی باری بود که از ۱۹۱۸ تا ۱۹۱۹ در نیروی دریایی ایالات متحده آمریکا خدمت کرد. این کشتی در ۷ فوریه ۱۹۴۳ با اژدر یک زیردریایی آلمانی در شمال اقیانوس اطلس غرق شد.

## تاریخچه
این کشتی در ابتدا در سال ۱۹۱۰ به عنوان یک کشتی ترابری بازرگانی با نام اس‌اس هیمالایا (SS Himalaia) در شهر نیوکاسل آپون تاین در انگلستان ساخته شد و برای شرکتی اتریشی-مجاری کار می‌کرد تا اینکه در آگوست ۱۹۱۴ با ناامن شدن دریاهای اروپا برای ناوگان قدرت‌های مرکز، به بندر نیویورک در ایالات متحده آمریکا فرستاده شد. ایالات متحده در آن‌زمان هنوز بی‌طرف بود. با پیوستن ایالات متحده به جنگ جهانی اول در آوریل ۱۹۱۷، کشتی‌های اتریشی و آلمانی موجود در بنادر امریکا مصادره شدند که اس‌اس هیمالایا نیز در میان آن‌ها بود. شرکت کر نویگیشن (Kerr Navigation Company) کشتی هیمالایا را خرید و نام آن‌را از روی شهر کرمانشاه در ایران به اس‌اس کرمانشاه تغییر داد.
نیروی دریایی ایالات متحده آمریکا در اول آگوست ۱۹۱۸، این کشتی را با شمارهٔ شناسایی ۱۴۷۳ ثبت کرد و در سوم آگوست ۱۹۱۸ با نام یواس‌اس کرمانشاه و با فرماندهی ستوان فرمانده اس. دبلیو. هایکی به خدمت گرفت. این کشتی در ۱۷ اگوست ۱۹۱۸، نیویورک را با محموله ای از تجهیزات ارتش آمریکا به مقصد بوردو در فرانسه ترک کرد و در ۳ سپتامبر به مقصد رسید و دوباره در ۲۴ سپتامبر ۱۹۱۸ به نیویورک بازگشت. این کشتی دوباره در ۱۲ اکتبر به بوردو رفت و در نوامبر به نیویورک بازگشت. در دسامبر ۱۹۱۸ نیویورک را به مقصد نانت در فرانسه ترک کرد و در ۱۳ فوریه ۱۹۱۹ با محمولهٔ مهمات به نیویورک بازگشت.
یواس‌اس کرمانشاه در ۵ مارس ۱۹۱۹ از خدمت نیروی دریایی ایالات متحدهٔ آمریکا درآمد و به شرکت کر نویگیشن بازپس داده شد.
این کشتی دوباره با نام اس‌اس‌کرمانشاه به ترابری بازرگانی پرداخت تا اینکه در ۱۹۲۲ به نام اس‌اس اوشنیا (SS Oceana)، در ۱۹۲۷ به نام اس‌اس نیمف (SS Nymphe) و در ۱۹۲۸ به نام اس‌اس کالیوپی (SS Kalliopi) درآمد. در هنگامهٔ جنگ جهانی دوم به تاریخ هفتم فوریه ۱۹۴۳، اس‌اس کالیوپی در شمال اقیانوس اطلس بدست یک زیردریایی یو-۴۰۲ آلمان مورد اصابت اژدر قرار گرفت و غرق شد.